# مسلة

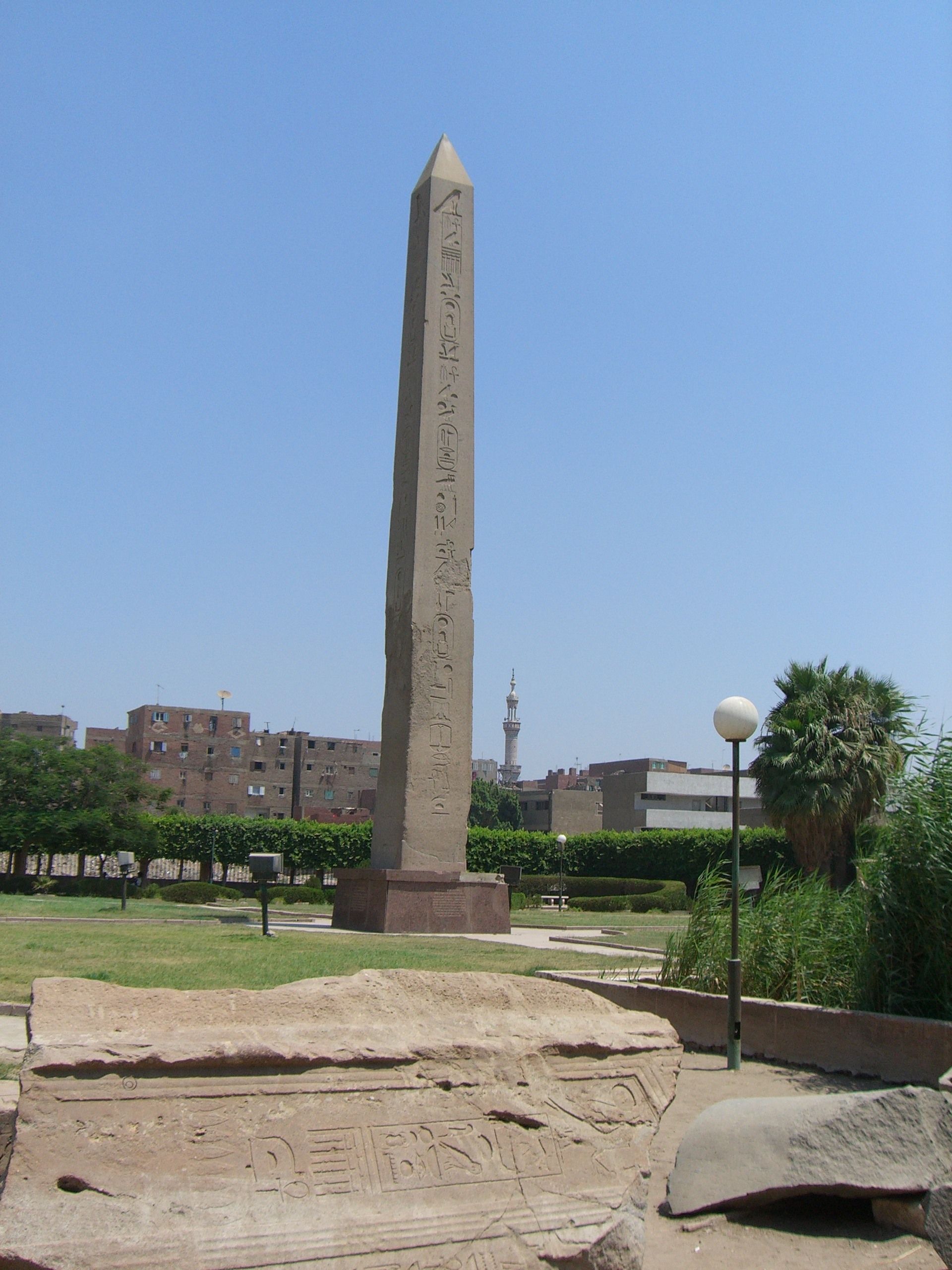
مسلة الفرعون سنوسرت الأول في منطقة المطرية في حي هليوبليس في القاهرة.

المِسَلَّة برج وعمود حجري نحيف عمودي ذو أربع جوانب وينتهي رأسه بهرم صغير؛ اشتهرت به الحضارة المصرية الفرعونية القديمة. حيث كانت تنحت على أضلاعه كتابات هيروغليفية ورسومات ملكية ودينية، ولكنها وجدت أيضاً في حضارات أخرى مثل الحبشية، الاشورية، الرومانية، البيزنطية. وتعد مسلة حمورابي شريعة حمورابي في العراق القديم أقدم مسلة كتبت عليها قوانين وتشريعات في تاريخ الحضارة الإنسانية.

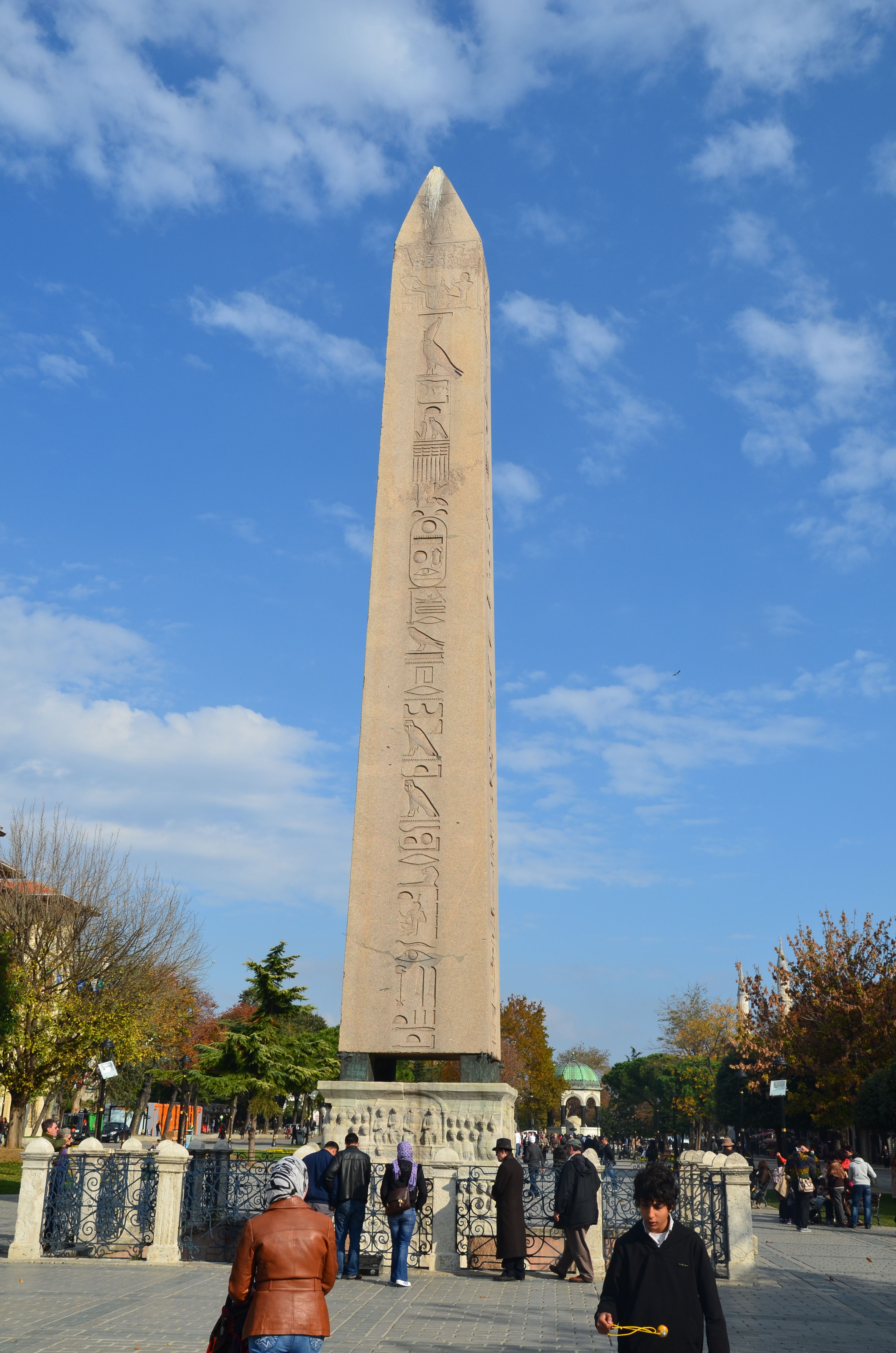
مسلة تحتموس الثالث في إسطنبول ب تركيا.

## المسلات القديمة

### المسلات المصرية القديمة
- كانت المسلات عنصرًا مهيمنًا في عمارة المصريين القدماء، حيث وضعوها في أزواج عند مداخل المعابد.
- كانت المسلات منحوتة من كتلة حجرية واحدة حيث جاءت معظم المسلات من محاجر الجرانيت في أسوان.
- أقدم مسلة معبد لا تزال في موقعها الأصلي هي مسلة من الجرانيت الأحمر للفرعون سنوسرت الأول من الأسرة الثانية عشرة في منطقة المطرية في حي هليوبليس في القاهرة. هذه المسلة طولها 20.7 مترّا ووزنها 120 طنًا.
- أعجب الرومان بالمسلات المصرية فتم جلب العديد من المسلات المصرية إلى روما عاصمة الإمبراطورية الرومانية قديما وإيطاليا الآن.
- أكبر وأطول مسلة مصرية واقفة هي مسلة لاتيران، وتقع في ساحة سان جيوفاني في لاتيرانو بروما عاصمة إيطاليا. هذه المسلة طولها مترّا 32.18 ووزنها 413 طنًا ولكن بعد انهيارها وإعادة تركيبها أصبحت أقصر بـ 4 أمتار فتزن الآن حوالي 300 طن وهو مصنوعة من الجرانيت الأحمر.
- العالم اليوم يرث 78 مسلة متبقية من حضارة الفراعنة بالإضافة إلى مسلة غير مكتملة البناء ما زالت موجودة إلى الآن وهي ضخمة جدا ويمكن زيارتها في المحجر الفرعوني في أسوان. يبلغ طولها 41 مترّا ووزنها 1170 طن.
- يوجد مسلات مصرية منتشرة حول العالم منها باريس بفرنسا وروما بإيطاليا ولندن ببريطانيا وتركيا والولايات المتحدة.

#### علاقة المسلات بالأساطير المصرية
- كانت المسلة تعتبر حجرًا مقدسًا.
- المسلة المصرية القديمة ترمز إلى إله الشمس رع، وخلال عصر أخناتون قيل أنها كانت شعاع متحجر من أتون، قرص الشمس.

#### قائمة المسلات المصرية القديمة

##### المسلات المصرية فيمصر[5]
- 2-1. مسلتان في الأقصر
- 3. مسلة في معبد حتشبسوت، الأقصر
- 4. مسلة الملك رمسيس الثاني في مطار القاهرة الدولي، مدينة القاهرة
- 5. مسلة الملك رمسيس الثاني في ميدان التحرير، مدينة القاهرة[6]
- 6. مسلة الملك سنوسرت الأول في حي المطرية بهليوبوليس، مدينة القاهرة
- 7. مسلة الملك رمسيس الثاني في المتحف المصرى الكبير، مدينة القاهرة[7][8]
- 8. مسلة الملك رمسيس الثاني، العلمين الجديدة[9]
- 10-9. مسلتان بالعاصمة الإدارية الجديدة
- 12-11. مسلتان في صان الحجر
- 13. مسلة الملك سنوسرت الأول، مدينة الفيوم[10]

##### المسلات المصرية فيالمملكة المتحدة
- 1.مسلة الملك تحتمس الثالث وهي واحدة من المسلات المعروفة باسم مسلات كليوباترا، لندن
- 2.مسلة الملك نختنبو الثاني في المتحف البريطاني، لندن
- 3.مسلة الملك تحوتمس الثاني وهي في Oriental Museum بجامعة درم , مدينة درم
- 4.مسلة الملك بطليموس التاسع وهي تعرف باسم Philae obelisk في Kingston Lacy، دورست

##### المسلات المصرية فيإيطالياوالفاتيكان
- 1.مدينة روما يوجد بها 8 مسلات مصرية قديمة (شاهد قائمة المسلات المصرية في روما)
- 2.المسلة في Piazza del Duomo , مدينة قطانية بجزيرةصقلية
- 3.المسلة الملك رمسيس الثاني وهي تعرف باسم مسلة بوبولي في حدائق بوبولي، مدينة فلورنسا
- 4.المسلة الملك أبريس , مدينة أوربينو

##### المسلة المصرية فيفرنسا
- 1. مسلة الملك رمسيس الثاني وهي تعرف باسم مسلة الأقصر في ميدان الكونكورد , باريس

##### المسلة المصرية فيالولايات المتحدة
- 1.مسلة الملك تحوتمس الثالث وهي واحدة من المسلات المعروفة باسم مسلات كليوباترا في سنترال بارك، مدينة نيويورك

##### المسلة المصرية فيبولندا
- 1.مسلة الملك رمسيس الثاني في Archaeological Museum in Poznań، مدينة بوزنان(على سبيل الإعارة من متحف برلين المصري، مدينة برلين)

##### المسلة المصرية فيتركيا
- 1.مسلة الملك تحوتمس الثالث في ميدان السلطان أحمد ,مدينة إسطنبول

## المسلاتالآشورية
- كان الآشوريون أيضًا معروفين بمسلاتهم.
- كانت المسلات الآشورية تحيي إنجازات الملك الآشوري.
- يحتوي المتحف البريطاني في لندن على أربع مسلات آشورية.

### أمثلة عن المسلاتالاشورية
- 1.المسلة السوداء[11]
- 2.المسلة البيضاء[12]
- 3.المسلة المكسورة[13]
- 4.مسلة الرسام[14]

## المسلات الرومانية
كما نحت الرومان مسلاتهم الخاصة بالطراز المصري القديم منها:
- مسلة آرل، في ساحة الجمهورية، مسلة من القرن الرابع من أصل روماني
- مسلة دوميتيان، بينيفينتو، إيطاليا
- مسلة تيتوس سكتيوس أفريكانوس، ميونيخ، ألمانيا، القرن الأول الميلادي، 5.8 متر (19 قدمًا)
- المسلة المسورة، اسطنبول، تركيا، في ميدان سباق الخيل في القسطنطينية (الآن ساحة السلطان أحمد)، بناها قسطنطين السابع (905-959) ومغطاة في الأصل بلوحات برونزية مذهبة

## مسلات العصر الحديث

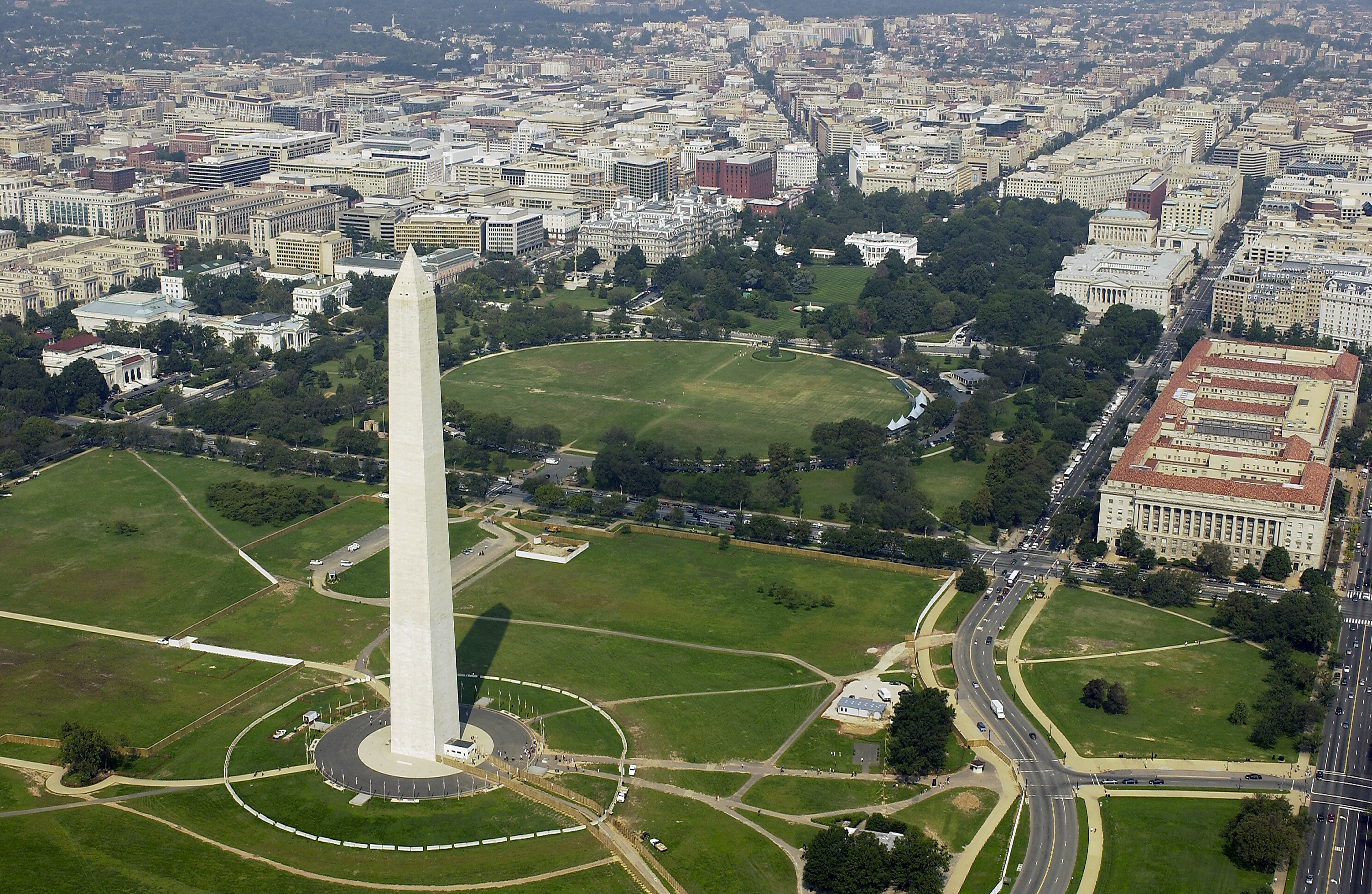
نصب واشنطن، الولايات المتحدة

نصب المسلات في القرون الأخيرة، وعادة ما تكون للأغراض التذكارية. إنها مصنوعة بتقليد لتلك المستخدمة في مصر القديمة، بأحجام مختلفة وبمواد مختلفة، عادة ما تكون من الحجر، على الرغم من أن أكبرها ليس متجانساً. فيما يلي بعض منهم:
القرن الثامن عشر (ينتمي إلى العصر الحديث)
- مدرسة ستو، باكينغهامشير. مسلة الجنرال وولف 1754.
- مسلة كانديلاريا في تينيريفي (جزر الكناري)، أقيمت عام 1768، 11 م.

القرن التاسع عشر
- نصب ويلينجتون التذكاري (دبلن)، مسلة غير متجانسة بطول 62 مترًا، وهي الأطول في أوروبا. بدأ في عام 1817 وانتهى عام 1860.

فيلا تورلونيا (روما). إيطاليا. نصبت مسلتان عام 1842 .
- نصب بنكر هيل التذكاري، تشارلزتاون، ماساتشوستس. بنيت الولايات المتحدة الأمريكية بين عامي 1827 و 1843.
- نصب واشنطن، مقاطعة كولومبيا، الولايات المتحدة. بني بين عامي 1848 و 1888. وهي ثاني أطول مسلة (غير متجانسة) في العالم، حيث يبلغ ارتفاعها 169.29 مترًا.
- فيلا ميديسي (روما). إيطاليا. نسخة من القرن التاسع عشر للمسلة المصرية الموجودة في حدائق بوبولي (فلورنسا).
- أقيمت مسلة كانتونات مدينة لاكورونيا (إسبانيا) تخليداً لذكرى رئيس البلدية أوريليانو ليناريس ريفاس في عام 1895.
- مسلة تكريما للجنرال الليبرالي الإسباني خوسيه ماريا دي توريخوس يوريارتي، في ساحة لا ميرسيد في مالقة (إسبانيا). القطعة هي جزء من نصبه الجنائزي، الذي اكتمل عام 1842 .
- مسلة النصب التذكاري للشهداء في بوغوتا، كولومبيا. يبلغ ارتفاع المسلة 17 متراً وتم افتتاحه في 4 مارس 1880.[19]

## وصلات خارجية
- تاريخ المسلات المصرية نسخة محفوظة 9 أبريل 2005 على موقع واي باك مشين. (بالإنجليزية)
- مسلات روما - سلسلة مقالات (بالإنجليزية)